# El Ancón, Durango
El Ancón är en ort i Mexiko.   Den ligger i kommunen San Dimas och delstaten Durango, i den centrala delen av landet, 900 km nordväst om huvudstaden Mexico City. El Ancón ligger 1 524 meter över havet och antalet invånare är 110.
Terrängen runt El Ancón är bergig söderut, men norrut är den kuperad. Runt El Ancón är det mycket glesbefolkat, med 3 invånare per kvadratkilometer. Närmaste större samhälle är Santa Rita, 16,4 km sydost om El Ancón. I omgivningarna runt El Ancón växer huvudsakligen savannskog.